# غلامحسین مین‌باشیان

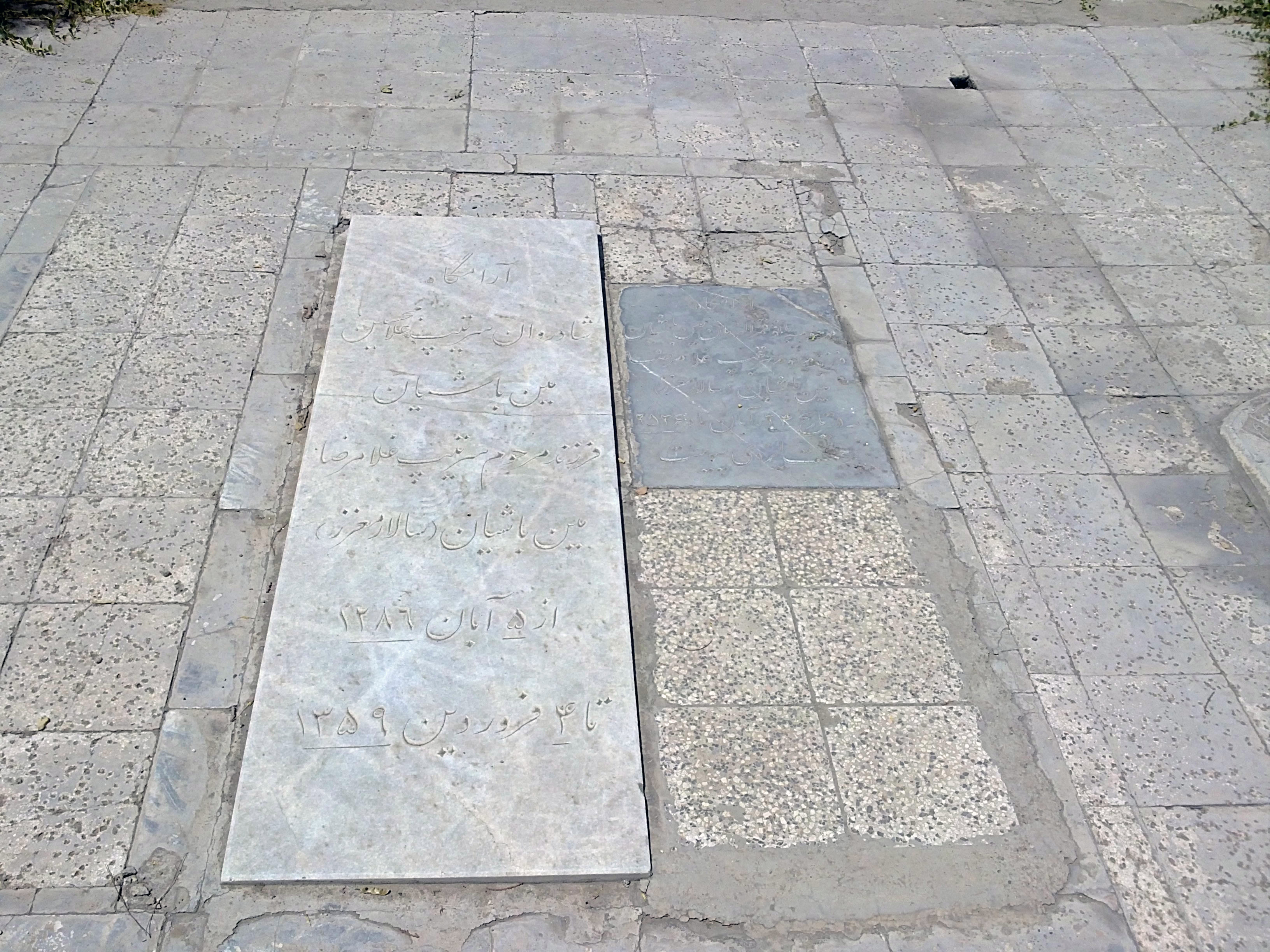

سرتیپ غلامحسین مین‌باشیان (زادهٔ ۵ آبان ۱۲۸۶ در تهران - درگذشتهٔ ۴ فروردین ۱۳۵۹) موسیقی‌دان٬ آهنگساز و رهبر ارکستر اهل ایران بود. او رهبر «ارکستر سمفونیک بلدیه»، نخستین ارکستر سمفونیک در ایران بود.

## زندگی هنری
غلامحسین مین‌باشیان ۵ آبان سال ۱۲۸۶ در تهران متولد شد. پدر او غلامرضا مین‌باشیان (سالار معزز)، موسیقی‌دان ایرانی بود.
پس از پایان تحصیل در شعبه موزیک مدرسه دارالفنون در ۱۸ سالگی به سوییس رفت و مدت ۳ سال در کنسرواتوار ژنو به تحصیلات موسیقی خود پرداخت. او در پایان هر سال تحصیلی جایزه نخست نوازندگی ویلن را کسب می‌کرد. وی پس از کنسرواتوار ژنو به تحصیل در کنسرواتوار برلین پرداخت و در سال ۱۳۰۹ فارغ‌التحصیل شد. او نخستین دانشجوی موسیقی از آسیا بود که موفق به اخذ مدال «گوستاو هلندر» (مهم‌ترین نشان هنری) از کنسرواتوار برلین شد. وی پس از پایان تحصیلات موسیقی به ایران بازگشت وبه مدت ۶ ماه تحت آموزش‌های نظامی در در دانشکده افسری قرار گرفت و پس از آن به سِمَتِ معاون ادارهٔ کل موزیک قشون انتخاب شد.

## مدیریت هنرستان موسیقی
در مهر ۱۳۱۳ به دستور رضا شاه با حفظِ سِمت‌های پیشین، سرگُرد غلامحسین مین‌باشیان جایگزین «علینقی وزیری» شد و به ریاست مدرسهٔ موسیقی (هنرستان موسیقی) منصوب شد. او به جهت تحصیل موسیقی کلاسیک و دوری از ایران، موسیقی ایرانی را نوعی موسیقی محلی با اهمیتِ کم می‌پنداشت.
مین‌باشیان پس از ورود به مدرسهٔ موسیقی، هنگامی که دید بعضی از هنرجویان، ساز ایرانی می‌نوازند با آنان برخورد نمود و گفت: «باید سازتان را عوض کنید» او دستور داد تا تمام سازهای تار را از مدرسه جمع‌آوری کنند و در انبار قرار دهند.
وی برنامه‌های آموزش موسیقی ایرانی در مدرسهٔ موسیقی را تغیر داد و برنامه‌های جدیدی بر پایه کنسرواتوارهای ژنو و برلین نوشت و به تصویب شورای عالی فرهنگ رساند. در این هنگام تدریس و نواختن موسیقی ایرانی در مدرسهٔ موسیقی ممنوع شد. پس از آن بسیاری از هنرجویان، مدرسهٔ موسیقی را ترک نمودند یا تغیر ساز دادند. با این حال او اقدامات بسیار مثبتی در زمینهٔ موسیقی انجام داد.
در سال ۱۳۱۷ به پیشنهاد غلامحسین مین‌باشیان ادارهٔ موسیقی کشور در وزارت فرهنگ تأسیس شد و ریاست آن نیز بر عهدهٔ او گذاشته شد. پس از تشکیل ادارهٔ موسیقی، او موفق شد ۱۰ استاد برجستهٔ موسیقی اهل چکسلواکی را برای مدت ۳ سال استخدام کند که در آموزش نوازندگان بسیار مؤثر بودند. مین‌باشیان در پُربار شدن و به اجرا رساندنِ ارکستر هنرستان موسیقی بسیار کوشید. 
با گسترده‌تر شدن فعالیت‌های مدرسهٔ موسیقی، مین‌باشیان دوره‌های عالی را تشکیل داد و نام مدرسهٔ موسیقی را «مدرسهٔ عالی موسیقی» گذاشت. او هم‌چنین کلاس‌های آموزش موسیقی را در سایر شهرهای ایران راه اندازی کرد و به مدت ۳ سال (۱۳۱۷ تا ۱۳۲۰) در حدود ۱۰۰۰ نفر از این کلاس‌ها گواهینامه دریافت نمودند. در سال ۱۳۱۷ سازمانی تحت عنوان «سازمان پرورش افکار» تشکیل شد و مین‌باشیان به ریاست کمسیون موسیقی این سازمان و همچنین کمسیون موسیقی رادیو انتخاب شد. از جمله فعالیت‌های کمسیون موسیقی برگزاری کنسرت‌های موسیقی کلاسیک برای عمومِ مردم و انتشار مجله موسیقی بود.

## تأسیس و رهبری ارکستر بلدیه
غلامحسین مین‌باشیان در سال ۱۳۱۲ «ارکستر سمفونیک بلدیه» (شهرداری تهران) را تأسیس و رهبری آن‌را به عهده گرفت. این ارکستر که نخستین ارکستر سمفونیک در ایران به شمار می‌رود با ۴۰ نوازنده آغاز به کار کرد. اولین برنامه این ارکستر در ۱۳ مهر سال ۱۳۱۳ به مناسبت جشن هزاره فردوسی در سالن «سینما هما» به اجرا درآورد در این برنامه قطعه‌ای از آثار مین‌باشیان با عنوان «سه داستان شاهنامه» توسط ارکستر به همراه دسته خوانندگان (گروه کر) به سرپرستی «نیکل قلندریان» که از نخستین گروه‌های کر در ایران بود٬ اجرا شد. 
پس از آن در ۳ اردیبهشت سال ۱۳۱۴ دومین کنسرت این ارکستر برگزار شد. در این برنامه علاوه بر «سه داستان شاهنامه» اثر مین‌باشیان٬ اورتور «اگمونت» بتهوون٬ «سمفونی ناتمام» شوبرت٬ «آرلزین» شماره ۱ و ۲ اثر ژرژ بیزه٬ «شبی مخوف بر فراز کوه» اثر مودست موسورگسکی٬ «ترانه های کریمه» اثر اسپندیارف٬ «پیرگینت» اثر ادوارد گریک و «ریموند» اثر توماس٬ به رهبری مین‌باشیان اجرا شدند.
در ادامهٔ فعالیت‌های ارکستر٬ ۱۰ نوازندهٔ اهل چکسلواکی به آن اضافه شدند. رهبری ارکستر را «رودلف اوربانتس» بر عهده گرفت و تا سال ۱۳۲۰ دوازده کنسرت با اجرای آثاری از جاکومو پوچینی٬ آنتونین دورژارک٬ بدریخ اسمتانا و آهنگسازان دیگر موسیقی کلاسیک به اجرا درآمد.

## پایان ریاست
در مهرِ سال ۱۳۲۰ هم‌زمان با ورود متفقین به ایران، از طرف وزیر فرهنگ وقت، به خدمت غلامحسین مین‌باشیان و صادق هدایت، عبدالحسین نوشین و نیما یوشیج که از سال ۱۳۱۷ از طرف مین‌باشیان در ادارهٔ موسیقی کشور استخدام شده بودند خاتمه داده شد و «علینقی وزیری» جایگزین او در هنرستان عالی موسیقی شد. با تصدیِ علینقی وزیری، مجدداً موسیقی ایرانی در هنرستان موسیقی مورد توجه قرار گرفت.

## درگذشت
غلامحسین مین‌باشیان در ۴ فروردین ۱۳۵۹ درگذشت و در گورستان ابن‌بابویه در شهر ری به خاک سپرده شد.